# Banco do Estado do Piauí
O Banco do Estado do Piauí S.A. (BEP) foi uma instituição bancária estatal do estado do Piauí, Brasil.

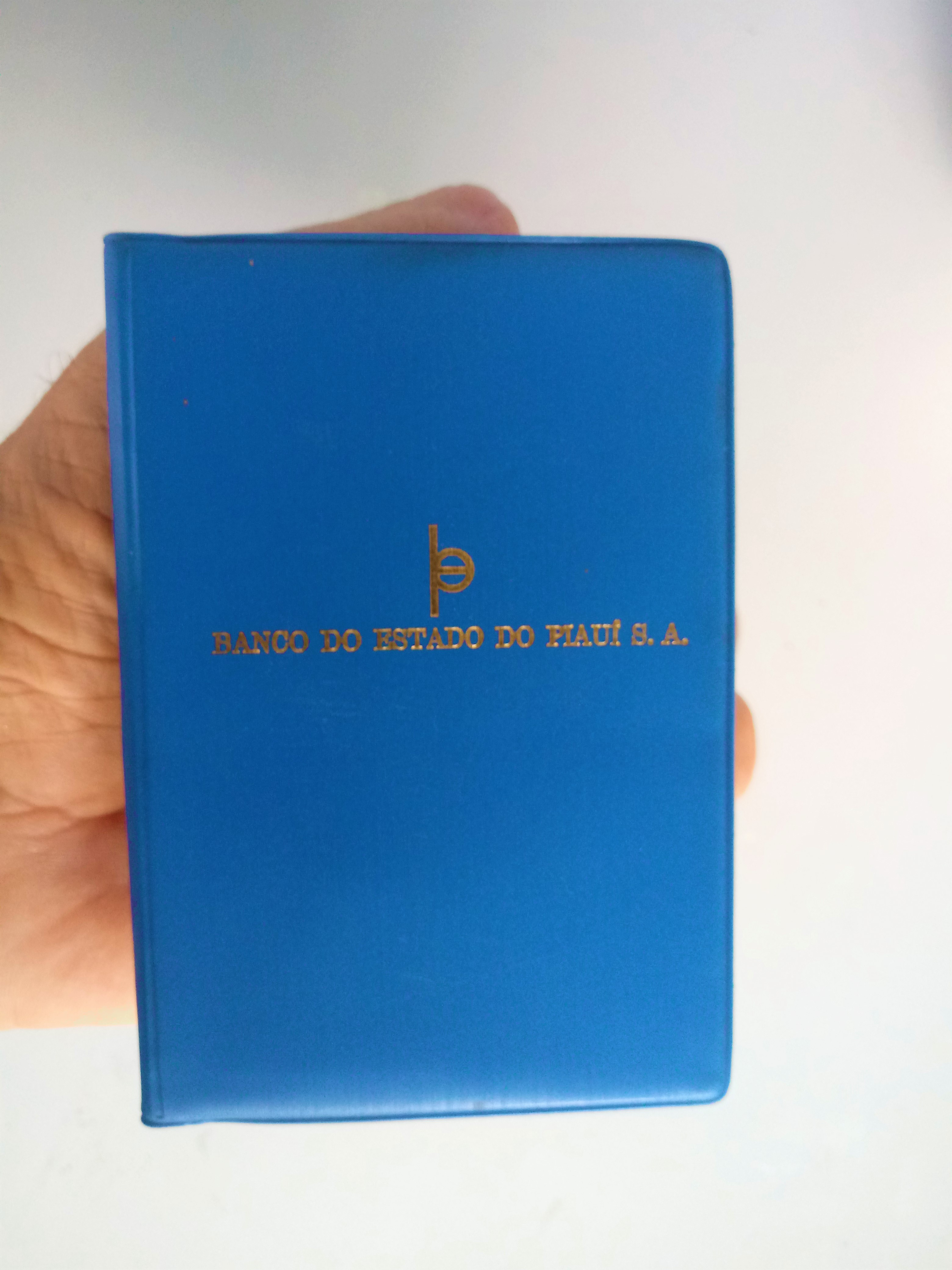
Agenda BEP de 1978

## Histórico

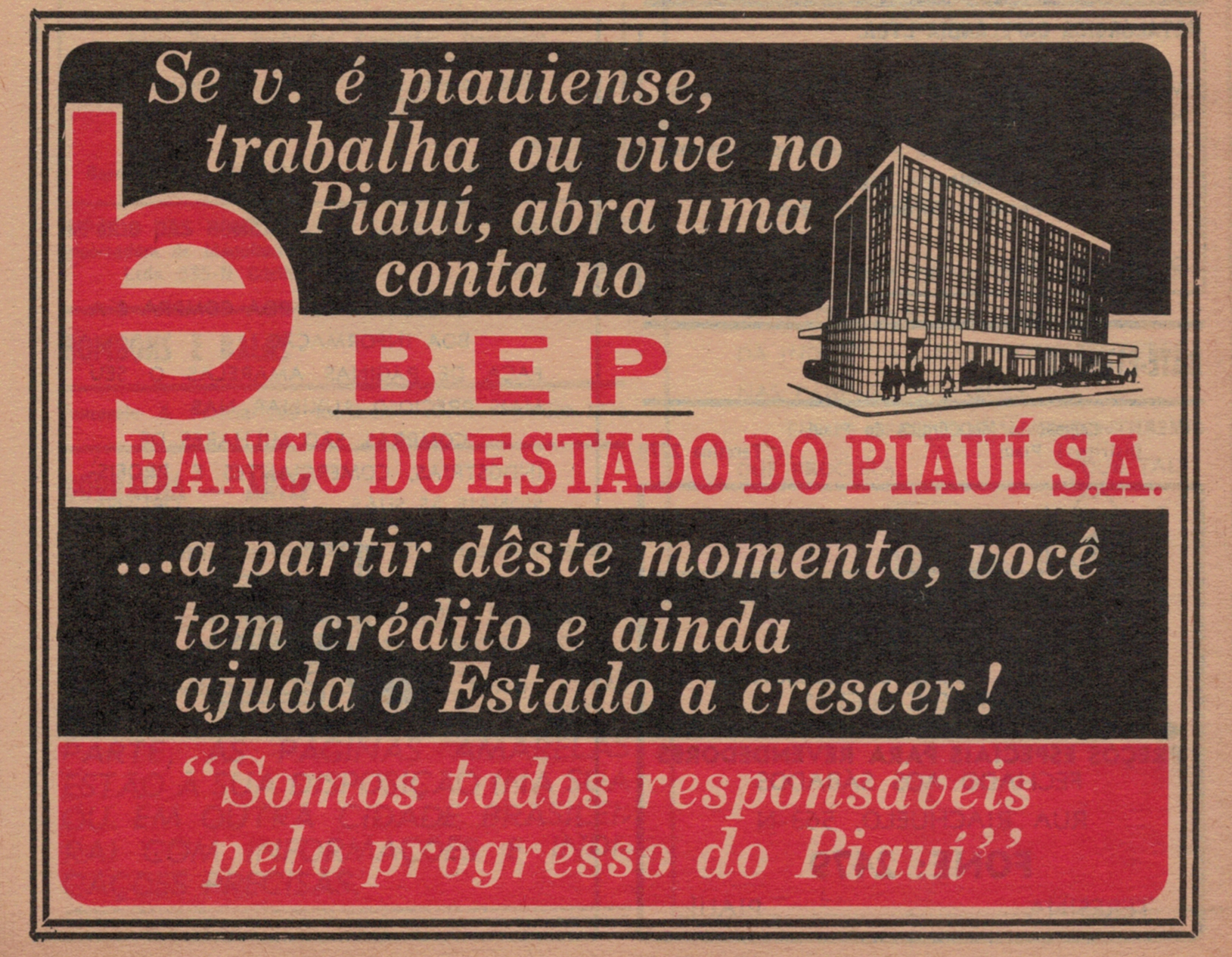
Cartaz do BEP em 1972.

Criado em 20 de dezembro de 1926 e tendo iniciado suas atividades no dia 21 de janeiro de 1927, em Teresina. O BEP nasceu do idealismo de piauienses, proprietários, comerciantes e agropecuaristas, identificados entre si através do atendimento da demanda de crédito, intermediação financeira e apoio aos investimentos de todos os setores da economia local e apoio até mesmo da Igreja Católica, que depositou o dinheiro de sua diocese no banco. Seu primeiro nome foi Banco Agrícola do Piauí, sucedido pelo Banco Comercial e Agrícola do Piauí e, Banco do Estado do Piauí em decorrência de sua incorporação pelo Governo do Estado do Piauí, através de Lei aprovada pela Assembléia Legislativa do Piauí, em 1958. Em 1º de março de 2000, o Governo do Piauí transferiu para a União o controle acionário do BEP.
Seu código de compensação foi o 039.
O BEP não era associado à Federação Brasileira de Bancos (FEBRABAN).
Em 1º de dezembro de 2008 foi incorporado ao Banco do Brasil (BB), numa compra que custou ao banco estatal oitenta e um milhões de reais. O então governador do Piauí Wellington Dias (PT), anteriormente pensou em privatizar o banco porém seu leilão não foi bem sucedido. Dias, ainda argumentou que o banco movimentava mais de cento e vinte milhões de reais por mês e que seria um bom negócio para o Banco do Brasil. A compra do BEP pelo BB, foi uma iniciativa do Banco do Brasil, para voltar a ser o maior banco do país, naquele contexto, em que o Itaú e o Unibanco haviam se fundido e tirado o posto do banco público.

## Outras empresas estatais do Piauí

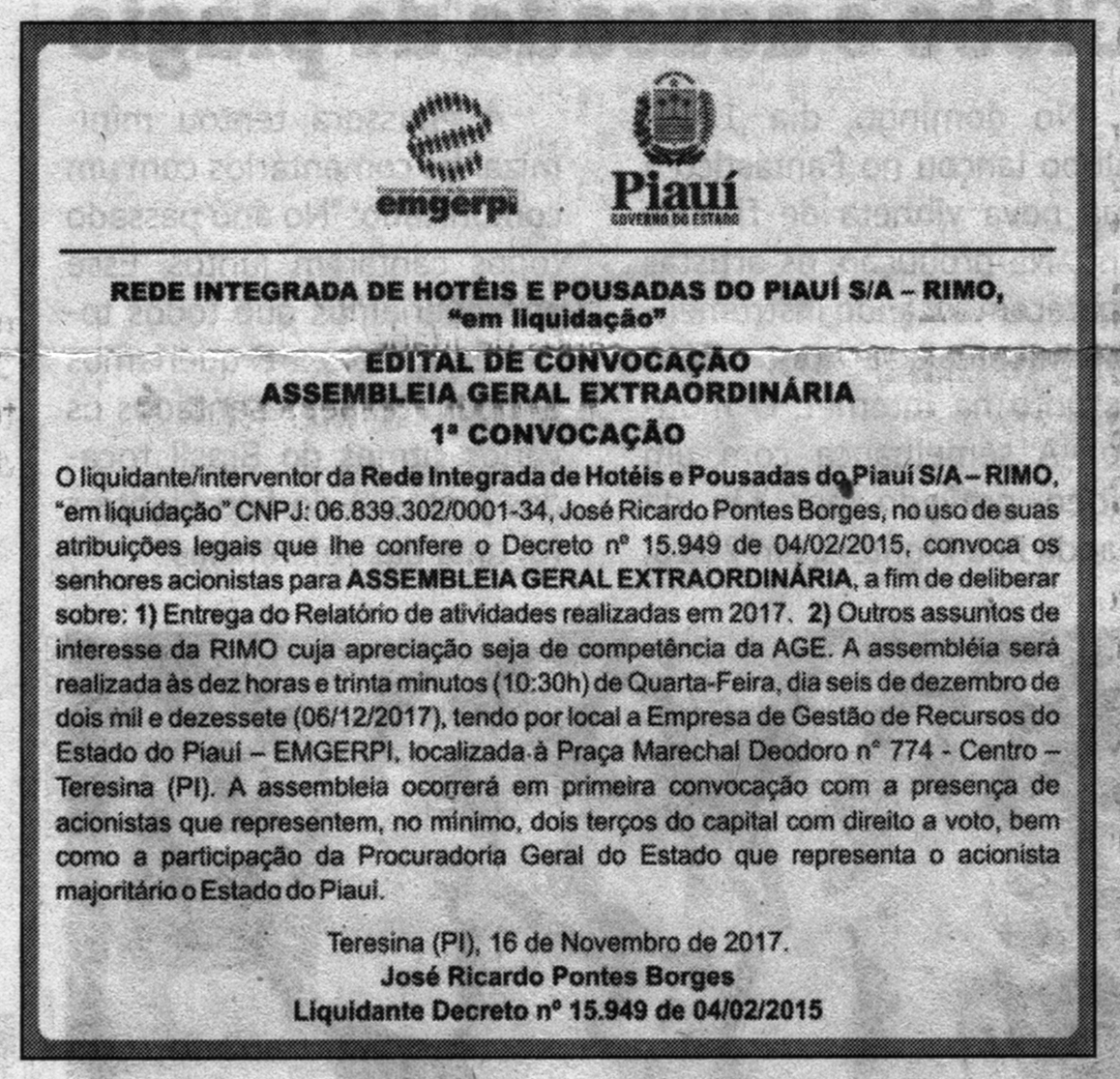
Edital de 16 de novembro de 2017 de liquidação da Rede Integrada de Hotéis e Pousadas do Piauí SA.

- Rede Integrada de Hotéis e Pousadas do Piauí S/A - RIMO
- Companhia Editora do Piauí - COMEPI
- Frigorífico do Piauí - FRIPISA
- Águas e Esgotos do Piauí- AGESPISA